# Opatovská jeskyně
Opatovská jeskyně (též Jeskyně nad cestou) přírodní památka v trenčínském katastrálním území Opatová v okrese Trenčín na Slovensku. Chráněné území bylo vyhlášeno v roce 1994. Předmětem ochrany je volně přístupná jeskyně. Prostory jeskyně v tmavošedých vápencích vytvořily tekoucí podzemní vody. Jeskyně sestává ze dvou chodeb propojených ve vstupní části spojovací chodbou. Delší chodba měří 38 metrů a končí hliněnou zátkou. Druhá chodba je dlouhá 22 metrů a také končí hliněným zakončením. V jeskyni se vyskytuje řada druhů pavouků a netopýrů.